# 기누강
기누강 또는 기누가와강(鬼怒川)은 일본 혼슈를 흐르는 강이다. 간토평야의 북쪽에서 남쪽으로 흐르고 도네강과 합쳐진다. 총 길이는 176.7 km이고 도네강의 가장 긴 지류이다. 고대부터 많은 홍수의 원인이 되어왔다. 강은 도치기현 닛코시의 닛코 국립공원에 있는 기누 늪에서 발원한다.

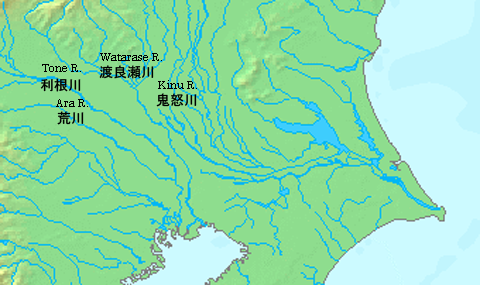
16세기의 도네강 수계
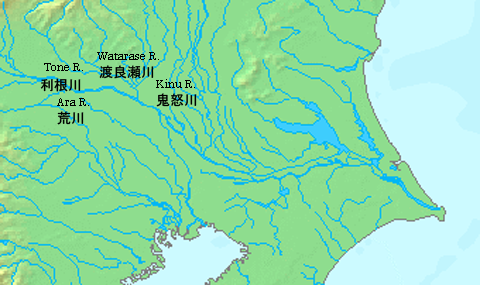
20세기의 도네강 수계

## 같이 보기
- 기누가와 온천